# Vương phi xứ Turenne
Tước hiệu Vương phi xứ Turenne đã được sử dụng bởi các con dâu của các Công tước xứ Bouillon khi trở thành vợ của Thân vương xứ Turenne, người thừa kế Bouillon và Sedan.

## Gia tộc La Tour d'Auvergne, 1691-1794
| Hình                                    | Tên                                     | Cha                                                              | Sinh                 | Hôn nhâ                                                    | Trở thành Thân vương phi            | Không còn là Thân vương phi                                     | Qua đời                   | Chồng                    |
| --------------------------------------- | --------------------------------------- | ---------------------------------------------------------------- | -------------------- | ---------------------------------------------------------- | ----------------------------------- | --------------------------------------------------------------- | ------------------------- | ------------------------ |
|                                         | Anne Geneviève de Lévis                 | Louis Charles de Lévis (Lévis)                                   | Tháng 2 năm 1673     | 16 tháng 2 năm 1691                                        | 16 tháng 2 năm 1691                 | Ngày 04 tháng 8 năm 1692 chồng qua đời                          | Ngày 20 tháng 3 năm 1727  | Louis                    |
|                                         | Marie Armande de La Trémoille           | Charles Belgique Hollande de La Trémoille (La Trémoille)         | 1677                 | Ngày 01 tháng 02 năm 1696                                  | Ngày 01 tháng 02 năm 1696           | 05 tháng 3 năm 1717                                             | 05 tháng 3 năm 1717       | Emmanuel Théodose        |
|                                         | Louise Françoise Angélique Le Tellier   | Louis François Marie Le Tellier (Le Tellier)                     | unknown              | 04 tháng 01 năm 1718                                       | 04 tháng 01 năm 1718                | Ngày 08 tháng 07 năm 1719                                       | Ngày 08 tháng 07 năm 1719 | Emmanuel Théodose        |
|                                         | Anne Marie Christiane de Simiane        | François Louis Claude Edme de Simiane, Count of Moncha (Simiane) | 1698                 | 26 tháng 05 năm 1720                                       | 26 tháng 05 năm 1720                | 26 tháng 07 năm 1721 chồng trở thành Công tước xứ Bouillon      | 08 tháng 08 năm 1722      | Emmanuel Théodose        |
|                                         | Maria Karolina Sobieska                 | James Louis Sobieski (Sobieski)                                  | 25 tháng 11 năm 1697 | 25 tháng 08 năm 1723 first marriage                        | 25 tháng 08 năm 1723 first marriage | 01 tháng 10 năm 1723 người chồng đầu qua đời                    | 08 tháng 05 năm 1740      | Frédéric Maurice Casimir |
| ngày 2 tháng 4 năm 1724 second marriage | ngày 2 tháng 4 năm 1724 second marriage | James Louis Sobieski (Sobieski)                                  | 25 tháng 11 năm 1697 | 17 tháng 08 năm 1730 chồng trở thành Công tước xứ Bouillon | Godefroy Maurice                    |                                                                 | 08 tháng 05 năm 1740      |                          |
|                                         | Louise Henriette Gabrielle xứ Lorraine  | Charles Louis xứ Lorraine, Bá tước xứ Marsan (Guise)             | 30 tháng 12 năm 1718 | 27 tháng 12 năm 1743                                       | 27 tháng 12 năm 1743                | Ngày 24 tháng 10 năm 1771 chồng trở thành Công tước xứ Bouillon | Ngày 05 tháng 09 năm 1788 | Godefroy                 |
|                                         | Hedwig xứ Hessen-Rotenburg              | Konstantin I xứ Hessen-Rotenburg (Hessen-Rotenburg)              | 26 tháng 06 năm 1748 | 17 tháng 07 năm 1766                                       | 17 tháng 07 năm 1766                | 03 tháng 12 năm 1792 chồng trở thành Công tước xứ Bouillon      | 27 tháng 05 năm 1801      | Jacques Léopold          |